# سیارک ۱۷۱۲۱
سیارک ۱۷۱۲۱ (به انگلیسی: 17121 Fernandonido، نامگذاری:1999JX60) هفده هزار و صد و بیست و یکمین سیارک کشف شده‌است که در ۱۰ مه ۱۹۹۹ کشف شد.
قدر مطلق سیارک برابر ۲۰.۴ است.